# Главный газовый завод Общества столичного освещения
Главный газовый завод Общества столичного освещения — памятник архитектуры. Расположен в Санкт-Петербурге, современный адрес — набережная Обводного канала, 74. Весь комплекс является объектом культурного наследия регионального значения, главный газгольдер охраняется на федеральном уровне.
Комплекс строился по заказу «Общества столичного освещения» в несколько этапов, главным архитектором проекта был Рудольф Богданович Бернгард. Постройка оценивалась современниками как образцовая: «Фасады …представляют отличный тип заводской архитектуры, где кирпич вполне удовлетворяет своему назначению». Завод существовал с целью освещения улиц Санкт-Петербурга.
Завод включает четыре газгольдера и несколько кирпичных строений для вспомогательных и производственных служб, в 1-2 этажа каждое. Первые два газгольдера, цилиндрический и полигональный, были построены в 1858—1862 году с участием Отто Густавовича фон Гиппиуса. В 1884 году Бернгард совместно с сыном Вильгельмом построил ещё два, один из них, круглый, имеет 20 метров в высоту и 42 метра в диаметре, у него плоский купол системы Шведлера, имеющий структуру типа «велосипедное колесо».
Свою функцию газгольдеры утратили уже в 1910 году. После революции зданиями владел завод «Композит» (производство инструментов, производство изделий порошковой металлургии). Долгое время для них не могли найти рациональное применение, в них размещались мастерские, склады и парковки; в 2017 году в главном газохранилище был размещён планетарий с самым большим геодезическим куполом в мире), а в остальных развивается креативное пространство.